# Coppa Italia Dilettanti 2021-2022
La Coppa Italia Dilettanti 2021-2022 è stata la cinquantacinquesima edizione di un trofeo di calcio, al quale partecipano tutte le squadre iscritte ai campionati di Eccellenza, oltre ad alcune di Promozione. La squadra vincitrice acquisisce il diritto a partecipare al campionato di Serie D 2022-2023. 
La manifestazione torna ad avere luogo dopo che, a causa della pandemia di COVID-19, l'edizione 2019-20 è stata interrotta dopo la disputa di soli 13 incontri del primo turno, mentre l'edizione 2020-21 non è stata disputata. Infatti a seguito del DPCM del 24 ottobre 2020 sull'aggravarsi della pandemia di COVID-19 del 2020 in Italia, il calcio dilettantistico è stato sospeso fino al 24 novembre 2020. Al fine di contenere l'emergenza COVID-19, la LND ha disposto la sospensione dei campionati dilettantistici fino a data da destinarsi, tra cui la Coppa Italia Dilettanti, ancora alla fase regionale.
Il 2 febbraio 2022 a causa dello stop di quasi tutti i campionati nel mese di gennaio, è stato riprogrammato il calendario, slittando l’inizio della competizione dal 23 febbraio al 9 marzo.

## Formula
Come stabilito dal regolamento, la competizione prevede una prima fase regionale, organizzata e gestita dai Comitati Regionali stessi che ne stabiliscono la formula. Ogni comitato deve segnalare la squadra qualificata alla fase nazionale della competizione, che deve necessariamente militare in Eccellenza e che viene insignita del titolo di Campione di Coppa Regionale.
Le 19 squadre qualificate dai tornei regionali verranno suddivise in 8 raggruppamenti:
Girone A: Liguria - Lombardia - Piemonte

Girone B: Friuli-Venezia Giulia - Trentino-Alto Adige - Veneto

Girone C: Emilia-Romagna - Toscana

Girone D: Marche - Umbria

Girone E: Lazio - Sardegna

Girone F: Abruzzo - Molise

Girone G: Basilicata - Campania - Puglia

Girone H: Calabria - Sicilia
I gruppi composti da tre squadre si affronteranno in un torneo triangolare di sola andata, mentre delle singole gare si svolgerà sia l'andata che il ritorno.
Tutti i turni successivi si svolgeranno in gare di andata e ritorno, tranne la finale che sarà a gara unica.

## Calendario
| Fase                        | Turno                   | Andata           | Ritorno       |
| --------------------------- | ----------------------- | ---------------- | ------------- |
| Fase a gironi               | Prima giornata          | 9 marzo 2022     | 9 marzo 2022  |
| Fase a gironi               | Seconda giornata        | 16 marzo 2022    | 16 marzo 2022 |
| Fase a gironi               | Terza giornata          | 23 marzo 2022    | 23 marzo 2022 |
| Fase a eliminazione diretta |                         |                  |               |
| Quarti di finale            | 30 marzo, 6 aprile 2022 | 6-13 aprile 2022 |               |
| Semifinali                  | 13-20 aprile 2022       | 27 aprile 2022   |               |
| Finale                      | 14 maggio 2022          | 14 maggio 2022   |               |

## Riepilogo fase regionale
| Coppa Regionale              | Vincitrice          | Finalista                  | Risultato       | Partecipanti                                                                      |
| ---------------------------- | ------------------- | -------------------------- | --------------- | --------------------------------------------------------------------------------- |
| Coppa Abruzzo                | L'Aquila            | Sambuceto                  | 1 - 0           | le 18 di Eccellenza                                                               |
| Coppa Basilicata             | Melfi               | Marconia                   | 2 - 0           | le 16 di Eccellenza                                                               |
| Coppa Calabria               | Locri               | Acri                       | 3 - 1           | 48 (16 di Eccellenza e 32 di Promozione)                                          |
| Coppa Campania               | San Marzano         | Virtus Campania            | 2 - 1           | le 42 di Eccellenza                                                               |
| Coppa Emilia-Romagna         | Salsomaggiore       | Libertas Castel San Pietro | 2 - 0 (dts)     | 126 (43 di Eccellenza e 83 di Promozione)                                         |
| Coppa Friuli-Venezia Giulia  | Brian Lignano       | Pro Gorizia                | 3 - 2           | le 24 di Eccellenza                                                               |
| Coppa Lazio                  | Civitavecchia       | Tivoli                     | 2 - 1           | le 48 di Eccellenza                                                               |
| Coppa Liguria                | Fezzanese           | Genova Calcio              | 2 - 1           | le 22 di Eccellenza                                                               |
| Coppa Lombardia              | Ciliverghe Mazzano  | Mapello                    | 2 - 1           | le 50 di Eccellenza                                                               |
| Coppa Marche                 | Fossombronese       | Atletico Ascoli            | 0 - 0 (4-2 dtr) | le 17 di Eccellenza                                                               |
| Coppa Molise                 | Isernia S. L.       | Campomarino                | 2 - 0           | 32 (16 di Eccellenza e 16 di Promozione)                                          |
| Coppa Piemonte-Valle d'Aosta | Alba                | Borgaro                    | 3 - 1 (dts)     | le 34 di Eccellenza                                                               |
| Coppa Puglia                 | Barletta            | Martina                    | 0-0; 2-1        | le 28 di Eccellenza                                                               |
| Coppa Sardegna               | Ossese              | Castiadas                  | 2 - 0           | le 18 di Eccellenza                                                               |
| Coppa Sicilia                | Ragusa              | Mazara                     | 1 - 0           | le 32 di Eccellenza                                                               |
| Coppa Toscana                | Fortis Juventus     | Atletico Cenaia            | 2 - 2 (5-3 dtr) | le 37 di Eccellenza                                                               |
| Coppa Trentino-Alto Adige    | Virtus Bolzano      | Mori Santo Stefano         | 3 - 2           | le 18 di Eccellenza                                                               |
| Coppa Umbria                 | Angelana            | Lama                       | 2 - 1           | le 18 di Eccellenza                                                               |
| Coppa Veneto                 | Montecchio Maggiore | Portomansuè                | 3 - 1           | le 42 di Eccellenza                                                               |
| Totale                       | 19 club ammessi     | -                          | -               | 670 club partecipanti alle fasi regionali (539 di Eccellenza e 131 di Promozione) |

## Fase eliminatoria a gironi

### Girone A
| Squadra               | P.ti | G | V | N | P | GF | GS | DR |
| --------------------- | ---- | - | - | - | - | -- | -- | -- |
| 1. Ciliverghe Mazzano | 6    | 2 | 2 | 0 | 0 | 5  | 2  | +3 |
| 2. Alba               | 3    | 2 | 1 | 0 | 1 | 4  | 4  | 0  |
| 3. Fezzanese          | 0    | 2 | 0 | 0 | 2 | 3  | 6  | -3 |

| Arbitro: | Beltrano (Rimini) |

|                    |           |                                        |
| Tivegna 88’ (rig.) | Marcatori | 45+1’ Volpini 67’ Contri 90+3’ Pasotti |

| Arbitro: | Ferrara (Roma 2) |

|                              |           |                           |
| Delpiano 22’, 55’ Erbini 48’ | Marcatori | 13’ (rig.), 64’ Lorenzini |

| Arbitro: | Ravara (Valdarno) |

|                         |           |             |
| Volpini 55’ Pasotti 66’ | Marcatori | 58’ Galasso |

### Girone B
| Squadra                | P.ti    | G | V | N | P | GF | GS | DR |
| ---------------------- | ------- | - | - | - | - | -- | -- | -- |
| 1. Montecchio Maggiore | 3       | 1 | 1 | 0 | 0 | 3  | 1  | +2 |
| 2. Brian Lignano       | 0       | 1 | 0 | 0 | 1 | 1  | 3  | -2 |
| 3. Virtus Bolzano      | Esclusa | - | - | - | - | -  | -  | -  |

| Bolzano 9 marzo 2022, ore 14:30 CET | Virtus Bolzano       | 0 – 3 (tav.) | Brian Lignano | Campo sportivo Righi\| Arbitro: \| Andriambelo (Roma 1) \| |
| Arbitro:                            | Andriambelo (Roma 1) |              |               |                                                            |

| Montecchio Maggiore 16 marzo 2022, ore 14:30 CET | Montecchio Maggiore | – Partita annullata referto | Virtus Bolzano | Stadio Gino Cosaro |

| Arbitro: | Santinelli (Bergamo) |

|              |           |                                |
| De March 22’ | Marcatori | 28’ Mattioli 38’, 40’ Guccione |

### Girone C
| Squadra 1       | Totale | Squadra 2     | Andata | Ritorno |
| --------------- | ------ | ------------- | ------ | ------- |
| Fortis Juventus | 1 - 4  | Salsomaggiore | 1 - 2  | 0 - 2   |

| Arbitro: | Daddato (Barletta) |

|         |           |                  |
| Fofi 9’ | Marcatori | 13’, 23’ Storchi |

| Arbitro: | Frazza (Schio) |

|                            |           |  |
| Habachi 22’ Pellegrini 70’ | Marcatori |  |

### Girone D
| Squadra 1     | Totale | Squadra 2 | Andata | Ritorno |
| ------------- | ------ | --------- | ------ | ------- |
| Fossombronese | 2 - 0  | Angelana  | 0 - 0  | 2 - 0   |

| Fossombrone 9 marzo 2022, ore 18:30 CET | Fossombronese     | 0 – 0 | Angelana | Stadio Marcello Bonci\| Arbitro: \| Scarpati (Formia) \| |
| Arbitro:                                | Scarpati (Formia) |       |          |                                                          |

| Arbitro: | Calzolari (Albenga) |

|  |           |                                |
|  | Marcatori | 13’ (rig.) Conti 30’ Camilloni |

### Girone E
| Squadra 1     | Totale | Squadra 2 | Andata | Ritorno |
| ------------- | ------ | --------- | ------ | ------- |
| Civitavecchia | 1 - 2  | Ossese    | 1 - 1  | 0 - 1   |

| Arbitro: | Gagliardi (San Benedetto del Tronto) |

|             |           |           |
| Cerroni 34’ | Marcatori | 77’ Gueli |

| Arbitro: | Vittoria (Taranto) |

|                |           |  |
| Scognamillo 1’ | Marcatori |  |

### Girone F
| Squadra 1 | Totale          | Squadra 2 | Andata | Ritorno |
| --------- | --------------- | --------- | ------ | ------- |
| Isernia   | 1 - 1 (8-7 dtr) | L'Aquila  | 1 - 0  | 0 - 1   |

| Arbitro: | Maresca (Napoli) |

|           |           |  |
| Negro 77’ | Marcatori |  |

| Arbitro: | Branzoni (Mestre) |

|                                                                   |                      |                                                           |
| Tempestilli 61’                                                   | Marcatori            |                                                           |
| Di Matteo Massetti Saurino Mantini Shiba Scognamiglio Pejic Ponzi | Tiri di rigore 7 – 8 | Negro Panico Coia Soria Di Lullo Mingione Zullo Di Giulio |

### Girone G
| Squadra        | P.ti | G | V | N | P | GF | GS | DR |
| -------------- | ---- | - | - | - | - | -- | -- | -- |
| 1. Barletta    | 6    | 2 | 2 | 0 | 0 | 3  | 0  | +3 |
| 2. Melfi       | 3    | 2 | 1 | 0 | 1 | 3  | 2  | +1 |
| 3. San Marzano | 0    | 2 | 0 | 0 | 2 | 0  | 4  | -3 |

| Arbitro: | Gervasi (Cosenza) |

|           |           |  |
| Russo 90’ | Marcatori |  |

| Arbitro: | Colelli (Ostia Lido) |

|  |           |                               |
|  | Marcatori | 24’, 56’ Periale 81’ Di Senso |

| Arbitro: | Mascolo (Castellammare di Stabia) |

|  |           |                                |
|  | Marcatori | 57’ (rig.) Morra 68’ Pignataro |

### Girone H
| Squadra 1 | Totale | Squadra 2 | Andata | Ritorno |
| --------- | ------ | --------- | ------ | ------- |
| Locri     | 6 - 0  | Ragusa    | 4 - 0  | 2 - 0   |

| Arbitro: | Coppola (Castellammare di Stabia) |

|                                             |           |  |
| Lucà 5’ Martinez 58’ Carella 71’ Pagano 77’ | Marcatori |  |

| Arbitro: | Benevelli (Modena) |

|  |           |                       |
|  | Marcatori | 3’, 69’ (rig.) Larosa |

## Fase a eliminazione diretta

### Quarti di finale
| Squadra 1          | Totale          | Squadra 2           | Andata | Ritorno |
| ------------------ | --------------- | ------------------- | ------ | ------- |
| Ciliverghe Mazzano | 4 - 1           | Montecchio Maggiore | 1 - 0  | 3 - 1   |
| Salsomaggiore      | 1 - 1 (5-3 dtr) | Fossombronese       | 0 - 1  | 1 - 0   |
| Ossese             | 6 - 4           | Isernia             | 3 - 0  | 3 - 4   |
| Locri              | 2 - 4           | Barletta            | 2 - 1  | 0 - 3   |

#### Andata
| Arbitro: | Fiorentino (Ercolano) |

|            |           |  |
| Albini 17’ | Marcatori |  |

| Arbitro: | Criscuolo (Torre Annunziata) |

|                                     |           |  |
| Chelo 74’ Virdis 84’ Fancellu 90+4’ | Marcatori |  |

| Arbitro: | Chieppa (Biella) |

|  |           |                  |
|  | Marcatori | 61’ (rig.) Conti |

| Arbitro: | Pizzi (Bergamo) |

|                          |           |           |
| Carella 1’ Catania 90+1’ | Marcatori | 14’ Morra |

#### Ritorno
| Arbitro: | Guiotto (Schio) |

|                                        |           |                                      |
| Negro 10’ Panico 30’, 51’ Di Lullo 75’ | Marcatori | 5’ Gadau 16’ Scognamillo 90’ Zinellu |

| Arbitro: | Castelli (Ascoli Piceno) |

|           |           |                    |
| Cinel 15’ | Marcatori | 7’, 19’, 52’ Bosio |

| Arbitro: | Fiorentino (Ercolano) |

|                                                     |                      |                                                |
|                                                     | Marcatori            | 66’ Orlandi                                    |
| Conti Procacci Bucchi Zingaretti Pagliari Rovinelli | Tiri di rigore 3 – 5 | Pellegrini Orlandi Nsingi Compaore Berti Singh |

| Arbitro: | Giordani (Aprilia) |

|                         |           |  |
| Pignataro 20’, 63’, 72’ | Marcatori |  |

### Semifinali
| Squadra 1     | Totale | Squadra 2          | Andata | Ritorno |
| ------------- | ------ | ------------------ | ------ | ------- |
| Salsomaggiore | 4 - 3  | Ciliverghe Mazzano | 3 - 0  | 1 - 3   |
| Barletta      | 4 - 3  | Ossese             | 3 - 1  | 1 - 2   |

#### Andata
| Arbitro: | Gagliardi (San Benedetto del Tronto) |

|                                         |           |  |
| Compiani 8’ Furlotti 20’ Pellegrini 30’ | Marcatori |  |

| Arbitro: | Frazza (Schio) |

|                               |           |           |
| Lavopa 28’ Pignataro 45’, 53’ | Marcatori | 90’ Chelo |

#### Ritorno
| Arbitro: | Giordano (Palermo) |

|                                       |           |          |
| Lauricella 12’ Valotti 38’ Contri 74’ | Marcatori | 8’ Cissé |

| Arbitro: | Spedale (Palermo) |

|                                |           |            |
| Madeddu 39’ (rig.) Zinellu 71’ | Marcatori | 88’ Visani |

### Finale
| Squadra 1     | Risultato   | Squadra 2 |
| ------------- | ----------- | --------- |
| Salsomaggiore | 1 - 2 (dts) | Barletta  |

#### Finale
| Arbitro: | Collier (Gallarate) |

| |            | |
| Pellegrini 70’ | Marcatori  | 21’ Morra 115’ Visani |
| · Spanu · 88’ Singh · 53’ G. Compiani · Pedretti · Messina · Furlotti · Storchi · M. Compiani · 46’ Prandi · 81’ Berti · Habachi · A disp.: · Squeri · 53’ Morza · 88’ Romeo · 81’ Nsingi · Cissé · Kamisi · 46’ Pellegrini · Federigi | Formazioni | · Tucci · Milella 73’ · Marangi 73’ · Vicedomini 59’ · Telera · Pollidori · Russo · Cafagna 119’ · Pignataro · Lavopa · Morra · A disp.: · Di Benedetto · Visani 73’ · Daleno 119’ · Pierno · Dettoli 73’ · Nannola · Jarju · Lanzone · Viscovich 59’ |
| Francesco Cristiani | Allenatori | Francesco Farina |